# Ale Möller Band

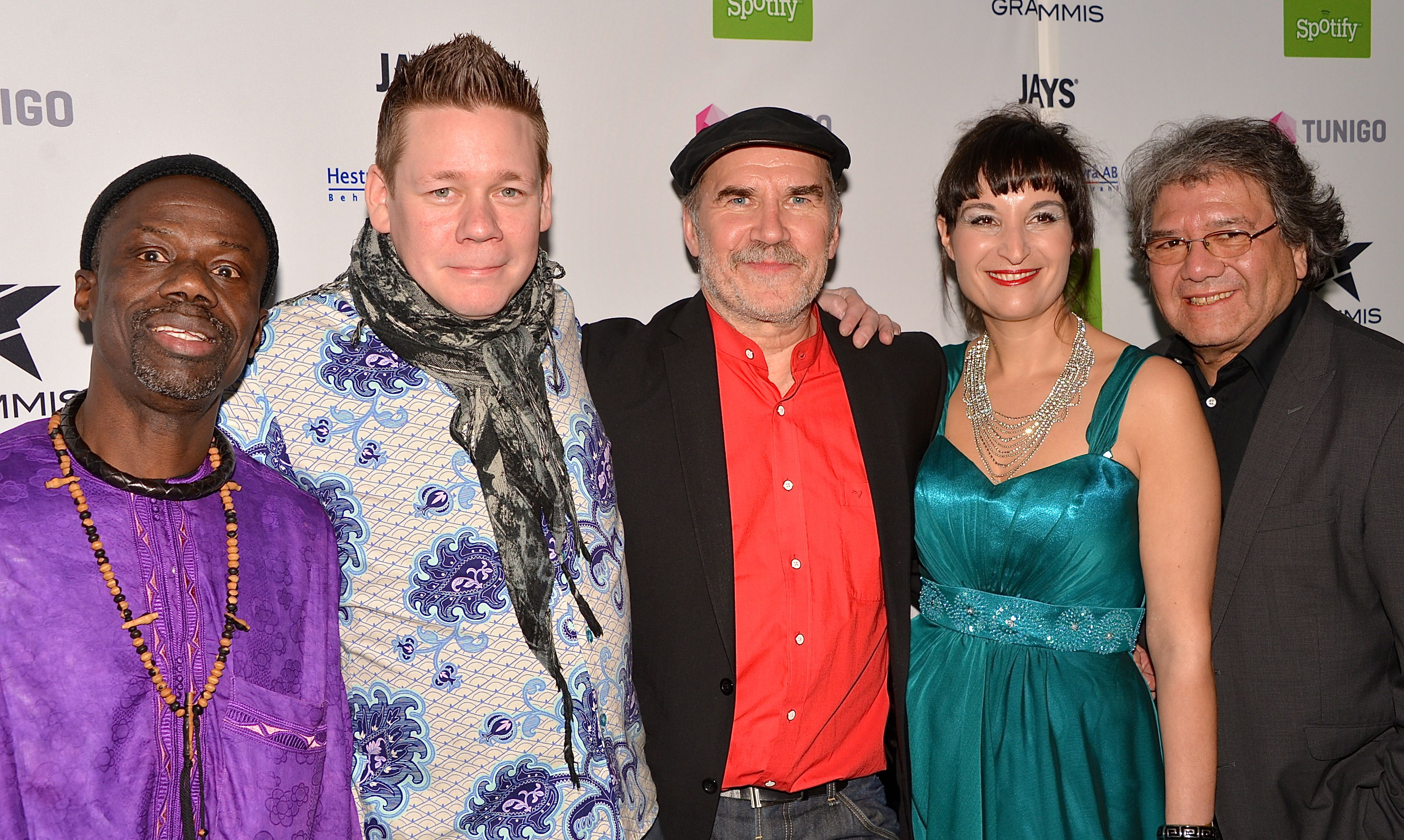
Ale Möller Band på Grammisgalan på Cirkus i Stockholm den 20 februari 2013.

Ale Möller Band, svenskt världsmusikband med en brokig skara musiker från olika kulturer. Bandet leds av den svenska folkmusiklegenden Ale Möller.
Ale Möller Band är det utpräglade livebandet vars första platta Bodjal som utkom 2004 blev en hyllad Grammisvinnare. Det som kan skapas framför en hängiven publik kan aldrig göras på samma sätt i en studio. Där letar bandet i stället efter det befriade tillstånd som kan uppstå när man spelar runt köksbordet, alltså det som tillåter en musikant att ta fram nerven i spelet. Det är just den kökskänslan Ale Möller sökt efter i arbetet med gruppens andra cd Djef djel som släpptes den 22 mars 2007.

## Medlemmar
Bandets sex medlemmar har nu arbetat tillsammans i snart tio år och turnerar ihop under stora delar av året. Nytt material tillkommer på scener, i replokaler och på hotellrum. Bandmedlemmarna har skiftande musikaliska bakgrunder och tillsammans gör de världsmusik som inte nödvändigtvis bottnar direkt i de enskilda individernas bakgrund, utan mer i medlemmarnas egen styrka som musikanter.
- Ale Möller - Kompositör, arrangör samt mandola, luta, dragspel, lur, flöjter, skalmeja, kohorn, munspel, hackbräde m m.
- Maria Stellas - Svensk-grekisk sångerska och danserska. Som sångerska är hon specialiserad på äldre grekiska sånger, främst ur rembetika-repertoaren från tidigt 1900-tal. Dansen är den orientaliska dansen “raqs sharki” (s.k. magdans).
- Mamadou Sene - Sångare och akrobatisk dansare från Senegal. Innan flytten till Sverige var han bland annat solist i den senegalesiska nationalbalettens ensemble.
- Magnus Stinnerbom - Spelman och kompositör med polskor från Jössehärad som specialitet.
- Sebantian Dubé - Kontrabasist från Québec, Kanada som är en klassiskt skolad jazzmusiker. Arbetar för närvarande även i Svenska Kammarorkestern med hemvist i Örebro.
- Rafael Sida Huizar - Mexikansk slagverkare som kom till Sverige redan på 1970-talet som medlem i ett mexikanskt rockband. En slagverkare med djupa kunskaper om afro-kubanska och latinska trumtraditioner.

## Diskografi
- 2004 - Bodjal
- 2007 - Djef Djel